# V465 Андромеды
V465 Андромеды (лат. V465 Andromedae) — одиночная переменная звезда в созвездии Андромеды на расстоянии приблизительно 2757 световых лет (около 845 парсеков) от Солнца. Видимая звёздная величина звезды — от +13,2m до +12,5m.

## Характеристики
V465 Андромеды — красная пульсирующая медленная неправильная переменная звезда (LB) спектрального класса Mb. Эффективная температура — около 3286 K.